# بيل هوفمان
بيل هوفمان (بالإنجليزية: Bill Hoffman)‏ هو لاعب كرة قاعدة أمريكي، ولد في 3 مارس 1918، وتوفي في 14 مايو 2004.